# Total Life Forever
Total Life Forever es el segundo álbum de estudio de la banda de indie rock británico Foals. Fue publicado el 10 de mayo de 2010 a través de Transgressive Records en Europa, mientras que en Estados Unidos fue publicado el 15 de junio del mismo año por Sub Pop. Posterior a la publicación de su material debut, la banda comentaba que el sonido del siguiente álbum sería «como el sueño de un águila moribundo».
Fue grabado en Svenska Grammofon Studion en Gotemburgo, y siendo producido por Luke Smith, cofundador de la banda Clor. En el momento de su lanzamiento, el álbum figuró en las listas de numerosos países de todo el mundo, incluyendo el número ocho en la lista UK Albums Chart.

## Lista de canciones
Todas las canciones escritas y compuestas por Foals. 
| N.º   | Título               | Duración |  |
| 1.    | «Blue Blood»         | 5:17     |  |
| 2.    | «Miami»              | 3:42     |  |
| 3.    | «Total Life Forever» | 3:18     |  |
| 4.    | «Black Gold»         | 6:26     |  |
| 5.    | «Spanish Sahara»     | 6:46     |  |
| 6.    | «This Orient»        | 4:06     |  |
| 7.    | «Fugue»              | 0:49     |  |
| 8.    | «After Glow»         | 6:09     |  |
| 9.    | «Alabaster»          | 4:00     |  |
| 10.   | «2 Trees»            | 5:11     |  |
| 11.   | «What Remains»       | 4:37     |  |
| 50:21 |                      |          |  |

| Edición deluxe CD 2 |                          |          |  |
| N.º                 | Título                   | Duración |  |
| 1.                  | «Bloo Blood»             | 1:00     |  |
| 2.                  | «Bloo Blood 2»           | 0:46     |  |
| 3.                  | «TLF»                    | 0:40     |  |
| 4.                  | «TLF 2»                  | 1:00     |  |
| 5.                  | «TLF 3»                  | 1:31     |  |
| 6.                  | «TLF 4»                  | 1:02     |  |
| 7.                  | «TLF 5»                  | 1:26     |  |
| 8.                  | «Black Gold //»          | 2:53     |  |
| 9.                  | «Black Gold 2»           | 8:30     |  |
| 10.                 | «Spanish Sahara (Sonar)» | 1:20     |  |
| 11.                 | «----»                   | 0:36     |  |
| 12.                 | «Alabastr»               | 1:31     |  |
| 13.                 | «Two Trees»              | 0:50     |  |
| 14.                 | «Two Trees 2»            | 1:37     |  |
| 15.                 | «Remains»                | 1:13     |  |

| iTunes LP bonus tracks |                                                     |          |  |
| N.º                    | Título                                              | Duración |  |
| 27.                    | «The Forked Road»                                   | 5:37     |  |
| 28.                    | «Wear & Tear»                                       | 4:24     |  |
| 29.                    | «Spanish Sahara (Mount Kimbie Remix)»               | 4:00     |  |
| 30.                    | «Spanish Sahara (Topher Jones Remix)»               | 7:18     |  |
| 31.                    | «Spanish Sahara (Deadboy Remix)»                    | 8:58     |  |
| 32.                    | «Spanish Sahara (Chad Valley Remix)»                | 3:56     |  |
| 33.                    | «Spanish Sahara (John Dahlback Remix)»              | 6:49     |  |
| 34.                    | «Miami (MyMy Remix)»                                | 6:49     |  |
| 35.                    | «Miami (Sacha Funke Remix)»                         | 8:23     |  |
| 36.                    | «Miami (Tim Fuchs Remix) [Feat. Flight Facilities]» | 6:36     |  |
| 37.                    | «Miami (Lissvik Remix)»                             | 5:26     |  |
| 38.                    | «This Orient (Starkey Remix)»                       | 4:42     |  |
| 39.                    | «This Orient (Astronomer Remix)»                    | 6:24     |  |
| 40.                    | «Total Life Forever (iTunes Festival)»              | 5:04     |  |
| 41.                    | «Miami (iTunes Festival)»                           | 4:00     |  |
| 42.                    | «Alabaster (iTunes Festival)»                       | 4:49     |  |
| 43.                    | «Miami (Glastonbury Acoustic)»                      | 3:44     |  |
| 44.                    | «Spanish Sahara (6 Music Glastonbury Session)»      | 5:20     |  |
| 45.                    | «Spanish Sahara (Music Video)»                      | 6:49     |  |
| 46.                    | «Miami (Music Video)»                               | 4:13     |  |
| 47.                    | «This Orient (Music Video)»                         | 3:51     |  |
| 48.                    | «Blue Blood (Music Video)»                          | 4:50     |  |
| 49.                    | «Total Life Forever (Making Of)»                    | 19:00    |  |

## Personal
Foals
- Yannis Philippakis – voz, guitarra, batería
- Jack Bevan – batería
- Jimmy Smith – guitarra
- Walter Gervers – bajo, coros
- Edwin Congreave – teclado, coros

Músicos adicionales
- Caroline Wickberg – voces adicionales en «Black Gold» y «Spanish Sahara»

Personal técnico
- Foals – dirección de arte
- Big Active – obras de arte
- Foals – obras de arte
- Tinhead – obras de arte
- Ferg Peterkin – ingeniería, programación
- Stephen Marcussen – masterización
- Steve Gullick – fotografía
- Dave Ma – fotografía
- Luke Smith – productor
- Mike Crossey – productor, asistente de grabación en «Blue Blood»
- Daniel Rejmer – ingeniería en «Spanish Sahara»
- Catherine Marks – ingeniería, mezcla de «Spanish Sahara»
- Alan Moulder – mezcla de «Spanish Sahara»

## Posicionamiento en listas
| Listas (2010)                       | Mejor posición |
| ----------------------------------- | -------------- |
| Alemania (Offizielle Top 100)       | 48             |
| Bélgica (Ultratop Flandes)          | 83             |
| Bélgica (Ultratop Wallonia)         | 72             |
| Escocia (Scottish Albums)           | 15             |
| Estados Unidos (Heatseekers Albums) | 30             |
| Francia (SNEP)                      | 38             |
| Grecia (IFPI Greece)                | 21             |
| Irlanda (Irish Albums)              | 25             |
| Reino Unido (UK Albums)             | 8              |
| Suiza (Schweizer Hitparade)         | 62             |

| Listas (2010)           | Posición |
| ----------------------- | -------- |
| Reino Unido (UK Albums) | 194      |

## Certificaciones
| País (Certificador) | Certificación | Ventas certificadas |
| --- | ------------- | ------------------- |
| Reino Unido (BPI) | Oro           | 100 000^            |
| ^cifras de envíos basadas únicamente en la certificación xcifras no especificadas basadas únicamente en la certificación |               |                     |